# 6 Dogs
Ronald Chase Amick (Dahlonega; 5 de mayo de 1999-Atlanta; 26 de enero de 2021), conocido por su nombre artístico 6 Dogs, fue un rapero estadounidense. Saltó a la fama en 2016 con el lanzamiento de «Flossing». Tuvo un éxito continuo en plataformas digitales con «Faygo Dreams» que fue certificada Oro por la RIAA en octubre de 2020.
Amick lanzó dos álbumes de estudio durante su vida, y un último álbum, Ronald, se lanzó después de su muerte el 26 de enero de 2021.

## Discografía
Álbumes de estudio
- 6 Dogs (2017)
- Hi-Hats & Heartaches (2019)
- RONALD. (2021)

EPs
- 6 Wolves (2018) (con Danny Wolf)